# Мирный (Угловский район)
Мирный — посёлок в Угловском районе Алтайском крае. Входит в состав Шадрухинского сельсовета.

## История
Основан в 1954 году в период освоения целины, как центральная усадтба совхоза «Угловский».

## Население
| 1997 | 1998 | 1999 | 2000 | 2001 | 2002 | 2003 |
| ---- | ---- | ---- | ---- | ---- | ---- | ---- |
| 947  | ↘943 | ↘917 | ↗918 | ↘867 | ↘836 | →836 |
| 2004 | 2005 | 2006 | 2007 | 2008 | 2009 | 2010 |
| ↘819 | ↗820 | ↘782 | ↘775 | ↗786 | ↘770 | ↘653 |
| 2011 | 2012 | 2013 |      |      |      |      |
| ↗654 | ↗657 | ↘641 |      |      |      |      |